# Mário de Sá-Carneiro
Pour les articles homonymes, voir Carneiro (homonymie).
Œuvres principales
- A Confissão de Lúcio (Nouvelle) (1913)

Mário de Sá-Carneiro, né à Lisbonne le 19 mai 1890 et mort à Paris le 26 avril 1916, est un poète et écrivain portugais, considéré comme l'un des principaux représentants du courant symboliste et de « l’école du désenchantement ».

## Biographie

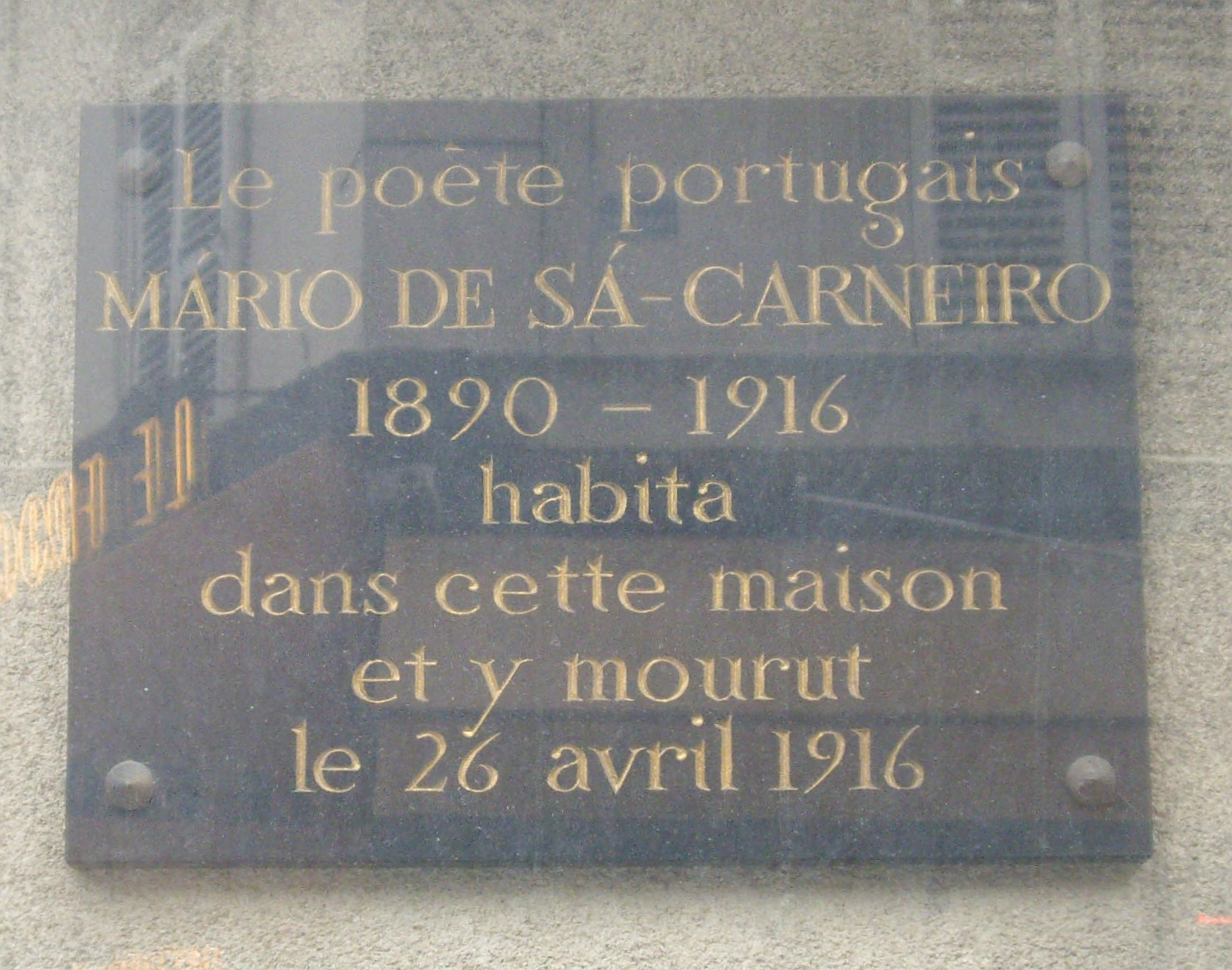
Plaque commémorative sur la façade de l'hôtel où se suicida Mário de Sá-Carneiro au 29, rue Victor-Massé, à Paris

Dès l'âge de 14 ans, Mário de Sá-Carneiro écrit des pièces de théâtre avec des camarades de lycée. Après sa sortie du lycée et une tentative avortée d'études de droit, il se lance dans une vie littéraire et fait de nombreux voyages à Paris. En 1912, il publie une pièce de théâtre, Amizade, et un recueil de nouvelles, Principio. En 1913, il publie un roman, A Confissão de Lúcio, et un recueil de poèmes, Dispersão. En 1915, il publie un recueil de nouvelles, Céu em Fogo.
Parmi les personnes fréquentées : Santa-Rita Pintor, Fernando Pessoa, Almada Negreiros.
Après sa seule aventure sexuelle avec une jeune Parisienne, il se sent bouleversé et finit par se donner la mort le 26 avril 1916, dans un hôtel du 9e arrondissement de Paris, près d'un mois après avoir annoncé son suicide par une lettre à Fernando Pessoa.
Son œuvre poétique porte la marque de diverses influences, entre le décadentisme lyrique et nostalgique de Jules Laforgue et les tentatives modernistes de Blaise Cendrars dans les années 1910.

## Œuvres traduites en français
- Mário de Sá-Carneiro (trad. du portugais par Dominique Touati et Michel Chandeigne, préf. Teresa Rita Lopes), Poésies complètes, Paris, Éditions de la Différence, 2007 (ISBN 978-2-7291-1658-3). En appendice, dernières lettres de Mário de Sá-Carneiro à Fernando Pessoa, traduites du portugais par Simone Biberfeld, présentées et annotées par Joaquim Vital
- L'Amant sans amant, traduction de Dominique Touati et Michel Chandeigne, présentation d'Eduardo Prado Coelho, Paris, Éditions de la Différence, coll. « Orphée », 1990, épuisé  (ISBN 2-7291-0560-3)
- Ciel en feu, traduction de Jorge Sedas Nunes et Dominique Bussillet, Paris, La Différence, 1990  (ISBN 2-7291-0490-9)
- Prémices, traduction de Jorge Sedas Nunes et Dominique Bussillet, Paris, La Différence, 1994  (ISBN 2-7291-0917-X)
- La Confession de Lucio, traduction de Dominique Touati, Paris, La Différence, 2000  (ISBN 2-7291-1298-7)
- Lettres à Fernando Pessoa, traduction de Jorge Sedas Nunes et Dominique Bussillet, Falaise, Éditions Impeccables, 2015  (ISBN 979-10-93190-00-6)